# Viatura Médica de Emergência e Reanimação

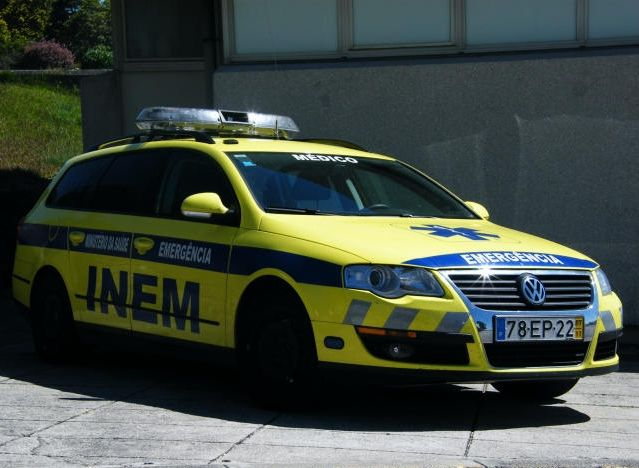
VMER modelo Volkswagen Passat

A Viatura Médica de Emergência e Reanimação (VMER) é um veículo de intervenção pré-hospitalar pertencente ao INEM (Instituto Nacional de Emergência Médica, em Portugal), concebido para o transporte rápido de uma equipa médica directamente ao local onde se encontra o doente. Com uma equipa constituída por um médico e um enfermeiro, dispõe de equipamento de Suporte Avançado de Vida. 
Actuando na dependência directa dos CODU, as VMER têm base hospitalar, tendo como objectivo a estabilização pré-hospitalar e o acompanhamento médico durante o transporte de vítimas de acidente ou doença súbita em situações de emergência.

## Funções da VMER

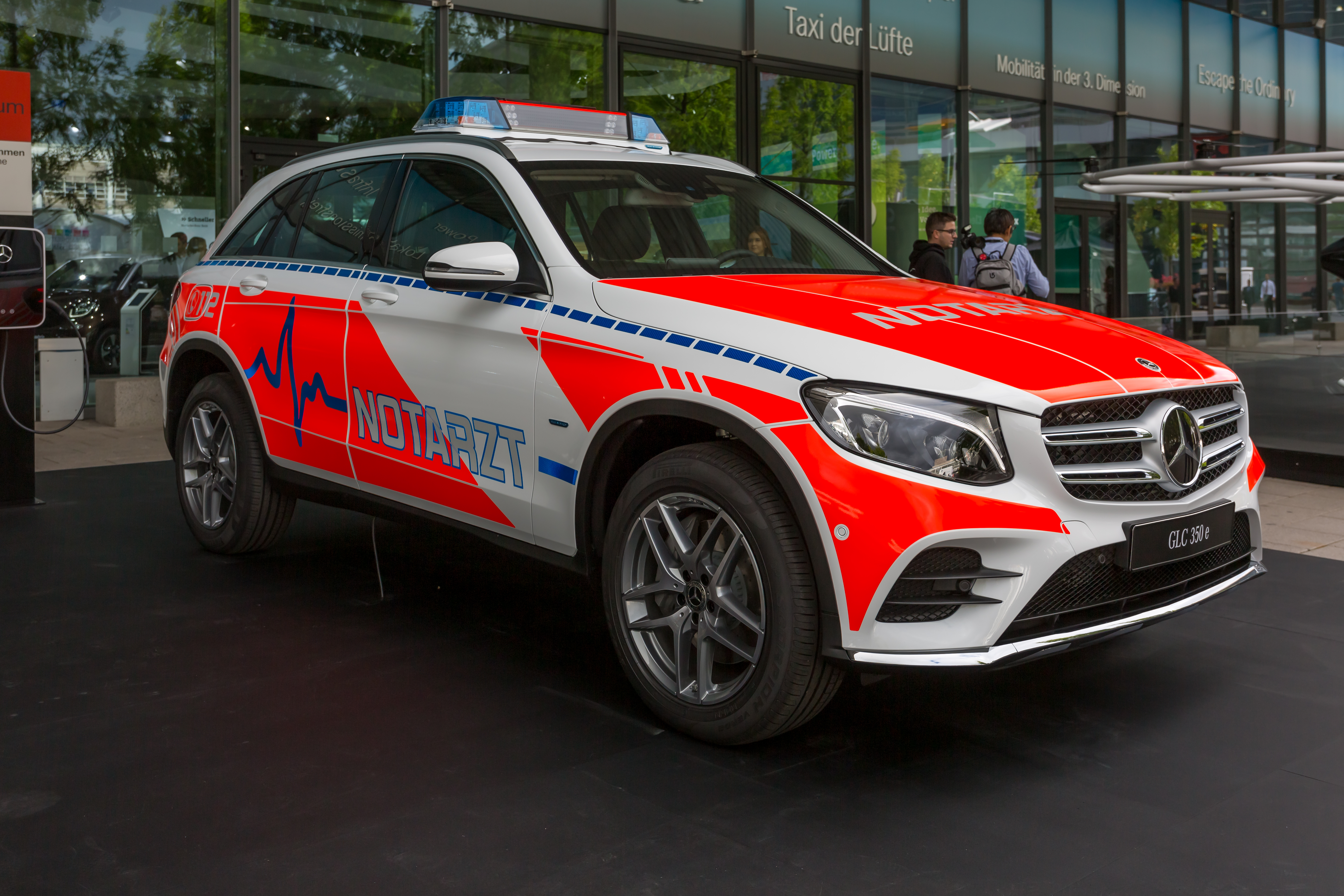
electrico VMER, modelo Mercedes-Benz Classe GLC

1. Transporte da equipa médica ao local da ocorrência (constituída  por  Médico  e  Enfermeiro).
2. Transporte do equipamento de suporte avançado de vida e abordagem ao politraumatizado.
3. Transporta meios de comunicação e de coordenação no terreno, em articulação com o Centro de Orientação de Doentes Urgente (CODU) local.
4. Triagem em situação multivítimas.
5. Encaminhamento e acompanhamento até ao local mais adequado à continuidade do tratamento.
6. Exposição e treino de técnicos de saúde à realidade pré-hospitalar.

## Equipamento
Equipamento de Telecomunicações composto por:
1. Rádio de telecomunicações da viatura  e  rádio de telecomunicações portátil, ambos em rede fechada com a central CODU-INEM
2. Telemóvel
3. Computador conectado à central CODU-INEM para registo e receção dos dados relativos às ocorrências

Mala Médica composta por:
1. Fármacos
2. Fluidos (soros) de emergência
3. Acessórios para preparação e administração

Monitor Desfibrilhador:
1. Monitorização de sinais vitais (ECG 12 lead, SpO2, TA, Capnografia)
2. Auxiliar de diagnóstico
3. Desfibrilhador
4. Pace-maker externo

Saco de reanimação que contem:
1. Material de intubação endotraqueal
2. Material necessário para assegurar a via aérea
3. Insuflador manual
4. Material para entubação gástrica

Ventilador portátil - permite a ventilação mecânica e automatizada do doente, funcionando só com a pressão do oxigénio.
Seringa perfusora eléctrica - necessária para dosear continuamente com precisão alguns fármacos de emergência.
Garrafas de oxigénio - recipientes de Oxigénio molecular (O2) sob pressão essenciais em situações de emergência.
Aspirador de secreções - aspirador de vácuo, portátil e eléctrico.
Compartimento frigorífico - necessária à conservação e armazenamento de alguns fármacos (medicamentos).
Compartimento Aquecido - mantém soros aquecidos administrados por via endovenosa (para situações de hipotermia).
Saco de trauma que contém:
1. Ligaduras
2. Compressas
3. Desinfectantes
4. Soros de lavagem
5. Lençóis estéreis
6. Adesivos

Material de imobilização e transporte
1. Talas de imobilização de diversos tamanhos
2. Colete de extracção (KED)
3. Conjunto completo de colares cervicais
4. Maca tipo scoop
5. Plano duro pediátrico

Sacos de reserva que contêm:
1. Fármacos e material diverso de reserva.
2. Reserva de soros e fluidos vários.

Outro material
1. Extintor de fogo
2. Capacetes de protecção com fonte de luz
3. Fontes de luz suplementares
4. Kit de triagem (etiquetas de triagem e registo para situações multivítimas).